# Værdifællesskab
Man har et værdifællesskab  når man lever under samme vilkår.
Eksempelvis er Europa ikke et værdifællesskab, men EU er det har et regelsæt der gælder alle medlemmer, og for at komme i fællesskabet skal man opfylde nogle fastsatte regler.

## Reference
1. ↑  Europa er ikke et værdifællesskab | Information

| Sprog | Spire Denne artikel om sprog er en spire som bør udbygges. Du er velkommen til at hjælpe Wikipedia ved at udvide den. |